# 백자 달항아리 (국보 제310호)
백자 달항아리(白磁 壺)는 서울특별시 종로구 국립고궁박물관에 있는 조선시대의 백자이다. 2007년 12월 17일 대한민국의 국보 제310호로 지정되었다.

## 규격
높이 43.8cm, 몸지름 44.0cm, 입지름 21.4cm, 밑지름 16.6cm이다.

## 현상
유약과 태토의 용융상태 우수한 편이며 결손 부분은 없으나 상동부에 'ㅅ'자형 유태 균열과 굽에 ‘1’자형 균열이 있다. 몸통 전면에 희미한 성형흔적이 있으며 굽 안바닥은 단정하게 깎았으나 사용과정에서 마모된 흔적이 있다. 그 외에 다른 결함은 없다.

## 내용 및 특징
구연부가 짧고 45°정도 경사진 형태로 상동부와 하동부의 둥근 선의 양감이 약간 빈약하여 전체적으로 마름모꼴을 하고 있다. 또 중간 접합부도 한쪽이 일그러져 풍만감이 줄어 들었으며, 굽이 ‘V’자형으로 약간 좁아들면서 경쾌한 맛은 있으나 안정감이 떨어진다. 구연부는 매우 단정하며 몸통이 일그러지면서 구연과 어깨가 한쪽으로 약간 휘청하게 휘어있다.
유약과 태토는 비교적 정선되었으나 유층이 매우 얇은 편이며 미세한 불순물이 포함되어 있다. 태토에 기포가 많아 pin-hole이 많이 생겼다. 용융 상태는 양호하지만 치밀도가 약간 떨어져 태토 표면이 약간 성글다는 느낌을 준다. 유층은 얇은 편이며 균열은 없고 유태색은 엷은 담청색을 띠며 광택은 은은한 편이다. 굽에는 흑색반점이 포함된 사질 내화토의 흔적이 남아 있다. 국보로 지정가치가 충분하다

## 같이 보기
- 백자

## 참고 자료
- 백자 달항아리 - 국가유산청 국가유산포털